# Assut de la Venta de Pubill
L'Assut de la Venta de Pubill és una zona humida que es troba aigües avall del pantà de Siurana al municipi de Cornudella de Monsant. Té una superfície de més de 12 hectàrees.

## Flora i fauna
L'efecte amortidor del pantà de Siurana ha permès que en aquest tram de riu es desenvolupi un dels millors boscos de ribera de tota la conca. Bàsicament es tracta d'una salzeda i una albereda (hàbitat d'interès comunitari, codi 92A0) amb la presència destacada d'exemplars de vern (Alnus glutinosa). Als trams més codolosos creix la sarga (Salix elaeagnos) amb algun peu de tamariu. Els trams més arrecerats, per contra, són ocupats pel canyís i per la boga. A més, s'hi localitza a l'extrem oest de la zona humida l'hàbitat d'interès comunitari prioritari corresponent a prats mediterranis rics en anuals, basòfils (Thero-Brachypodietalia) (codi 6220).
Aigües avall de l'assut de la Venta del Pubill, més enllà del Mas de Sant Marcell hi ha una altra represa de menor mida, on s'ha desenvolupat també un bosc de ribera ben notori. Entre ambdues barreres s'estén una terrassa fluvial ocupada per jonqueres amb espècies tan significatives com la cua de cavall petita (Equisetum arvense) i la herba sana d'aigua (Mentha aquatica) entre d'altres.
Es tracta d'un bosc de ribera molt ben desenvolupat, força obert en algun tram. Com a principals alteracions del medi es podria destacar la presència d'una tanca que limita un espai destinat a usos ramaders i els usos agrícoles que envolten l'espai. Aquests però no constitueixen cap amenaça per a la zona humida.

## Protecció
Algunes entitats conservacionistes de la comarca han proposat incorporar aquest tram fluvial al Pla d'Espais d'Interès Natural (PEIN) «Muntanyes de Prades», el qual abasta fins a l'esmentat pantà de Siurana. De fet, el seu estimable interès natural el fa mereixedor d'una atenció especial. No obstant, l'espai sí que forma part de la xarxa Natura 2000 «Riu Siurana i planes del Priorat».